# Castel San Niccolò
Castel San Niccolò – miejscowość i gmina we Włoszech, w regionie Toskania, w prowincji Arezzo.
Według danych na styczeń 2009 gminę zamieszkiwało 2836 osób przy gęstości zaludnienia 34,2 os./1 km².

## Miasta partnerskie
- Pégomas